# Hong Kong aux Jeux olympiques d'été de 2020
Hong Kong participe aux Jeux olympiques de 2020 à Tokyo au Japon. Il s'agit de sa 17e participation à des Jeux d'été. En raison de la pandémie de coronavirus, l'édition 2020 a été reportée à l'été 2021. Hong Kong remporte 6 médailles dont une d'or. Avec six médailles obtenues, il s'agit de la meilleure performance de Hong Kong depuis les débuts officiels du territoire aux Jeux olympiques de 1952, en remportant plus de médailles que tous les Jeux précédents réunis.
Le Comité international olympique autorise à partir de ces Jeux à ce que les délégations présentent deux porte-drapeaux, une femme et un homme, pour la cérémonie d'ouverture. La joueuse de badminton Tse Ying Suet et l'escrimeur Cheung Ka Long sont nommés porte-drapeaux de la délégation.

## Médaillés
| Sport   | Discipline                  | Athlète(s)     | Performance                    | Date       |
| ------- | --------------------------- | -------------- | ------------------------------ | ---------- |
| Escrime | Fleuret masculin individuel | Cheung Ka Long | Daniele Garozzo Victoire 15–11 | 26 juillet |

| Sport    | Discipline               | Athlète(s)      | Performance        | Date       |
| -------- | ------------------------ | --------------- | ------------------ | ---------- |
| Natation | 200 m nage libre féminin | Siobhán Haughey | 1 min 53 s 92 (AS) | 28 juillet |
| Natation | 100 m nage libre féminin | Siobhán Haughey | 52 s 27            | 30 juillet |

| Sport              | Discipline                    | Athlète(s)                          | Performance                       | Date   |
| ------------------ | ----------------------------- | ----------------------------------- | --------------------------------- | ------ |
| Karaté             | Kata femmes                   | Grace Lau                           | Dilara Bozan Victoire 26,94–26,52 | 5 août |
| Tennis de table    | Par équipes femmes            | Doo Hoi Kem Lee Ho Ching Minnie Soo | Allemagne Victoire 3–1            | 5 août |
| Cyclisme sur piste | Vitesse individuelle féminine | Lee Wai-sze                         | Emma Hinze Victoire 2–0           | 8 août |

| Sport           |   |   |   | Total |
| --------------- | - | - | - | ----- |
| Escrime         | 1 | 0 | 0 | 1     |
| Natation        | 0 | 2 | 0 | 2     |
| Tennis de table | 0 | 0 | 1 | 1     |
| Karaté          | 0 | 0 | 1 | 1     |
| Cyclisme        | 0 | 0 | 1 | 1     |
| Total           | 1 | 2 | 3 | 6     |

| Jour       |   |   |   | Total |
| ---------- | - | - | - | ----- |
| 26 juillet | 1 | 0 | 0 | 1     |
| 28 juillet | 0 | 1 | 0 | 1     |
| 30 juillet | 0 | 1 | 0 | 1     |
| 5 août     | 0 | 0 | 2 | 2     |
| 8 août     | 0 | 0 | 1 | 1     |
| Total      | 1 | 2 | 3 | 6     |

| Sexe   |   |   |   | Total |
| ------ | - | - | - | ----- |
| Femmes | 0 | 2 | 3 | 5     |
| Hommes | 1 | 0 | 0 | 1     |
| Total  | 1 | 2 | 3 | 6     |

## Athlètes engagés
Voici la liste des qualifiés et sélectionnés hongkongais par sport (remplaçants compris) :
| Sport           | Hommes | Femmes | Total |
| --------------- | ------ | ------ | ----- |
| Athlétisme      | 1      | 1      | 2     |
| Aviron          | 0      | 1      | 1     |
| Badminton       | 2      | 2      | 4     |
| Cyclisme        | 1      | 5      | 6     |
| Escrime         | 4      | 4      | 8     |
| Équitation      | 1      | 0      | 1     |
| Golf            | 0      | 1      | 1     |
| Gymnastique     | 1      | 0      | 1     |
| Karaté          | 0      | 1      | 1     |
| Natation        | 2      | 7      | 9     |
| Tennis de table | 4      | 4      | 8     |
| Triathlon       | 1      | 0      | 1     |
| Voile           | 1      | 2      | 3     |
| Total           | 18     | 28     | 46    |

## Résultats

### Hommes
Hong Kong bénéficie d'une place attribuée au nom de l'universalité des Jeux. Chan Chung-wang dispute le 110 mètres haies masculin.
| Athlète         | Épreuve              | 1er tour    | 1er tour    | Demi-finale | Demi-finale | Finale          | Finale  |
| Athlète         | Épreuve              | Temps       | Rang        | Temps       | Rang        | Temps           | Rang    |
| --------------- | -------------------- | ----------- | ----------- | ----------- | ----------- | --------------- | ------- |
| Chan Chung-wang | 110 m haies          | 14 s 23     | 8e          | Éliminé     | Éliminé     | Éliminé         | Éliminé |
| Ching Siu-nga   | 20 km marche féminin | Non disputé | Non disputé | Non disputé | Non disputé | 1 h 37 min 53 s | 35e     |

### Aviron
Légende: FA = finale A (médaille) ; FB = finale B (pas de médaille) ; FC = finale C (pas de médaille) ; FD = finale D (pas de médaille) ; FE = finale E (pas de médaille) ; FF = finale F (pas de médaille) ; SA/B = demi-finales A/B ; SC/D = demi-finales C/D ; SE/F = demi-finales E/F ; QF = quarts de finale; R= repêchage
| Athlète             | Compétition   | Série         | Série | Repêchages    | Repêchages | Quarts de finale | Quarts de finale | Demi-finale   | Demi-finale | Finale       | Finale |
| Athlète             | Compétition   | Temps         | Rang  | Temps         | Rang       | Temps            | Rang             | Temps         | Rang        | Temps        | Rang   |
| ------------------- | ------------- | ------------- | ----- | ------------- | ---------- | ---------------- | ---------------- | ------------- | ----------- | ------------ | ------ |
| Wing Yan Winne Hung | Skiff féminin | 8 min 17 s 79 | 4e R  | 8 min 23 s 58 | 2e QF      | 8 min 36 s 37    | 6e SC/D          | 7 min 56 s 30 | 6e FD       | 8 min 2 s 79 | 23e    |

### Badminton
| Athlète                     | Compétition   | Phase de groupes                         | Phase de groupes                     | Phase de groupes                                 | Phase de groupes | 1/8e de finale   | Quarts de finale                    | Demi-finales                          | Finale / 3e place                         | Finale / 3e place |
| Athlète                     | Compétition   | Adversaire Score                         | Adversaire Score                     | Adversaire Score                                 | Rang             | Adversaire Score | Adversaire Score                    | Adversaire Score                      | Adversaire Score                          | Rang              |
| --------------------------- | ------------- | ---------------------------------------- | ------------------------------------ | ------------------------------------------------ | ---------------- | ---------------- | ----------------------------------- | ------------------------------------- | ----------------------------------------- | ----------------- |
| Ng Ka Long                  | Simple hommes | Muñoz Victoire 21-9, 21-10               | Cordón Défaite 20-22, 13-21          | Non disputé                                      | 2e du gr. C      | Éliminé          | Éliminé                             | Éliminé                               | Éliminé                                   | Éliminé           |
| Cheung Ngan Yi              | Simple dames  | Polikarpova Victoire 21-12, 15-21, 21-16 | Sindhu Défaite 9-21, 16-21           | Non disputé                                      | 2e du gr. J      | Éliminée         | Éliminée                            | Éliminée                              | Éliminée                                  | Éliminée          |
| Tang Chun Man Tse Ying Suet | Double mixte  | Chan / Goh Victoire 21-18, 10-21, 21-16  | Wang / Huang D. Défaite 12-21, 18-21 | Lamsfuß / Herttrich Victoire 22-20, 20-22, 21-16 | 2e du gr. D      | Non disputé      | Ellis / Smith Victoire 21-13, 21-18 | Zheng / Huang Y. Défaite 16-21, 12-21 | Watanabe / Higashino Défaite 17-21, 21-23 | 4e                |

### Cyclisme

#### Sur route
| Athlète       | Compétition     | Temps   | Rang    |
| ------------- | --------------- | ------- | ------- |
| Choy Hiu Fung | Course en ligne | Abandon | Abandon |

#### Sur piste
| Athlète     | Compétition                 | Qualification        | Qualification | 32ème de finale                           | Repêchages 1             | 16ème de finale           | Repêchages 2                        | 8ème de finale                     | Repêchages 3             | Quarts de finale         | Demi-finale              | Finale Match de classement | Finale Match de classement          |
| Athlète     | Compétition                 | Temps Vitesse        | Rang          | Adversaire Temps Vitesse                  | Adversaire Temps Vitesse | Adversaire Temps Vitesse  | Adversaire Temps Vitesse            | Adversaire Temps Vitesse           | Adversaire Temps Vitesse | Adversaire Temps Vitesse | Adversaire Temps Vitesse | Adversaire Temps Vitesse   | Rang                                |
| ----------- | --------------------------- | -------------------- | ------------- | ----------------------------------------- | ------------------------ | ------------------------- | ----------------------------------- | ---------------------------------- | ------------------------ | ------------------------ | ------------------------ | -------------------------- | ----------------------------------- |
| Lee Hoi Yan | Vitesse individuelle femmes | 11 s 232 64,103 km/h | 28e           | Éliminée                                  | Éliminée                 | Éliminée                  | Éliminée                            | Éliminée                           | Éliminée                 | Éliminée                 | Éliminée                 | Éliminée                   | Éliminée                            |
| Lee Wai-Sze | Vitesse individuelle femmes | 10 s 538 68,324 km/h | 9e            | Krupeckaitė Victoire 11 s 196 64,309 km/h | Non couru                | Marchant Défaite +0 s 025 | Godby Victoire 11 s 402 63,147 km/h | Gros Victoire 11 s 201 64,280 km/h | Non couru                | Marchant Victoire 2-0    | Starikova Défaite 0-2    | Hinze Victoire 2-0         | Médaille de bronze, Jeux olympiques |

| Athlète     | Compétition   | 1er tour | Repêchages | Quarts de finale | Demi-finale | Finale (1-6) ou classement (7-12) |          |
| Athlète     | Compétition   | Rang     | Rang       | Rang             | Rang        | Rang                              |          |
| ----------- | ------------- | -------- | ---------- | ---------------- | ----------- | --------------------------------- | -------- |
| Lee Hoi Yan | Keirin femmes | 4e       | 4e         | Éliminée         | Éliminée    | Éliminée                          | Éliminée |
| Lee Wai-Sze | Keirin femmes | 3e       | 1re        | 1re              | 5e          | 8e                                |          |

| Athlète  | Compétition   | Scratch | Scratch | Course tempo | Course tempo | Élimination | Élimination | Course aux points | Course aux points | Total | Rang |
| Athlète  | Compétition   | Rang    | Points  | Rang         | Points       | Rang        | Points      | Rang              | Points            | Total | Rang |
| -------- | ------------- | ------- | ------- | ------------ | ------------ | ----------- | ----------- | ----------------- | ----------------- | ----- | ---- |
| Pang Yao | Omnium femmes | Abandon | 16      | 19e          | 4            | 16e         | 10          | Abandon           | -40               | -     | 18e  |

| Athlète               | Épreuve                      | Points | Tours | Classement |
| --------------------- | ---------------------------- | ------ | ----- | ---------- |
| Leung Bo Yee Pang Yao | Course à l'américaine femmes | 0      | -40   | 13e        |

### Escrime
| Athlète                                                      | Compétition                 | 1/32e de finale       | 1/16e de finale            | 1/8e de finale              | Quarts de finale          | Demi-finale Classement 5-8 | Finale 3e place Classement 5e, 7e places | Rang                           |          |
| Athlète                                                      | Compétition                 | Adversaire Score      | Adversaire Score           | Adversaire Score            | Adversaire Score          | Adversaire Score           | Adversaire Score                         | Rang                           |          |
| ------------------------------------------------------------ | --------------------------- | --------------------- | -------------------------- | --------------------------- | ------------------------- | -------------------------- | ---------------------------------------- | ------------------------------ | -------- |
| Cheung Ka Long                                               | Fleuret individuel masculin | Exempté               | Mertine Victoire 15-12     | Foconi Victoire 15-3        | Borodachev Victoire 15-14 | Choupenitch Victoire 15-10 | Garozzo Victoire 15-11                   | Médaille d'or, Jeux olympiques |          |
| Cheung Siu Lun                                               | Fleuret individuel masculin | Sanità Défaite 14-15  | Éliminé                    | Éliminé                     | Éliminé                   | Éliminé                    | Éliminé                                  | Éliminé                        |          |
| Ryan Choi                                                    | Fleuret individuel masculin | Exempté               | Van Haaster Victoire 15-10 | Shikine Défaite 6-15        | Éliminé                   | Éliminé                    | Éliminé                                  | Éliminé                        |          |
| Cheung Ka Long Cheung Siu Lun Ryan Choi Lawrence Ng Lok Wang | Fleuret par équipes hommes  | Non disputé           | Non disputé                | Exemptés                    | ROC Défaite 39-45         | Allemagne Défaite 39-45    | Égypte Victoire 45-21                    | 7e                             |          |
| Kaylin Hsieh                                                 | Épée individuelle féminine  | NC                    | Murtazaeva Défaite 7-14    | Éliminée                    | Éliminée                  | Éliminée                   | Éliminée                                 | Éliminée                       | Éliminée |
| Vivian Kong                                                  | Épée individuelle féminine  | Exemptée              | Doig Victoire 15-11        | Knapik-Miazga Victoire 15-8 | Murtazaeva Défaite 10-15  | Éliminée                   | Éliminée                                 | Éliminée                       |          |
| Coco Lin                                                     | Épée individuelle féminine  | Tikanah Défaite 11-15 | Éliminée                   | Éliminée                    | Éliminée                  | Éliminée                   | Éliminée                                 | Éliminée                       |          |
| Vivian Kong Kaylin Hsieh Coco Lin Chu Ka Mong                | Épée par équipes femmes     | Non disputé           | Non disputé                | Exemptées                   | Chine Défaite 32-44       | États-Unis Défaite 31-42   | ROC Victoire 28-27                       | 7e                             |          |

### Équitation
| Athlète             | Cheval   | Compétition | Dressage  | Dressage | Cross-country | Cross-country | Cross-country | Saut d'obstacles | Saut d'obstacles | Saut d'obstacles | Saut d'obstacles | Saut d'obstacles | Saut d'obstacles | Total     | Total |
| Athlète             | Cheval   | Compétition | Dressage  | Dressage | Cross-country | Cross-country | Cross-country | Qualification    | Qualification    | Qualification    | Finale           | Finale           | Finale           | Total     | Total |
| Athlète             | Cheval   | Compétition | Pénalités | Rang     | Pénalités     | Total         | Rang          | Pénalités        | Total            | Rang             | Pénalités        | Total            | Rang             | Pénalités | Rang  |
| ------------------- | -------- | ----------- | --------- | -------- | ------------- | ------------- | ------------- | ---------------- | ---------------- | ---------------- | ---------------- | ---------------- | ---------------- | --------- | ----- |
| Thomas Heffernan Ho | Tayberry | Individuel  | 46,70     | 61e      | 55,60         | 102,30        | 48e           | 17,20            | 119,50           | 42e              | Eliminé          | Eliminé          | Eliminé          | 119,50    | 42e   |

### Golf
| Athlète      | Compétition      | Scores  | Scores  | Scores  | Scores  | Total    | Rang |
| Athlète      | Compétition      | Jour 1  | Jour 2  | Jour 3  | Jour 4  | Total    | Rang |
| ------------ | ---------------- | ------- | ------- | ------- | ------- | -------- | ---- |
| Tiffany Chan | Épreuve féminine | 77 (+6) | 74 (+3) | 69 (-2) | 70 (-1) | 290 (+6) | T50  |

### Gymnastique

#### Gymnastique artistique
| Athlète       | Compétition    | Qualifications | Qualifications | Qualifications | Qualifications | Qualifications    | Qualifications | Qualifications | Qualifications | Finale   | Finale         | Finale   | Finale   | Finale            | Finale     | Finale  | Finale |
| Athlète       | Compétition    | Appareil       | Appareil       | Appareil       | Appareil       | Appareil          | Appareil       | Total          | Rang           | Appareil | Appareil       | Appareil | Appareil | Appareil          | Appareil   | Total   | Rang   |
| Athlète       | Compétition    | Sol            | Cheval d'arçon | Anneaux        | Saut           | Barres parallèles | Barre fixe     | Total          | Rang           | Sol      | Cheval d'arçon | Anneaux  | Saut     | Barres parallèles | Barre fixe | Total   | Rang   |
| ------------- | -------------- | -------------- | -------------- | -------------- | -------------- | ----------------- | -------------- | -------------- | -------------- | -------- | -------------- | -------- | -------- | ----------------- | ---------- | ------- | ------ |
| Shek Wai Hung | Saut de cheval | -              | -              | -              | 14,274         | -                 | -              | 14,274         | Éliminé        | Éliminé  | Éliminé        | Éliminé  | Éliminé  | Éliminé           | Éliminé    | Éliminé |        |

### Karaté
| Athlète   | Compétition | Tour de qualification | Tour de qualification | Tour de qualification | Tour de qualification | Phase de classement | Phase de classement | Finale / MB                | Rang                                |
| Athlète   | Compétition | 1er kata              | 2e kata               | Moyenne kata          | Place                 | 3e kata             | Place               | Adversaire Résultat        | Rang                                |
| --------- | ----------- | --------------------- | --------------------- | --------------------- | --------------------- | ------------------- | ------------------- | -------------------------- | ----------------------------------- |
| Grace Lau | Kata femmes | 25,68                 | 26,62                 | 26,15                 | 2e                    | 26,40               | 2e                  | Bozan Victoire 26,94–26,52 | Médaille de bronze, Jeux olympiques |

### Natation

#### Natation sportive
| Athlète                                             | Épreuve                      | Série         | Série       | Demi-finale     | Demi-finale | Finale             | Finale                             |
| Athlète                                             | Épreuve                      | Temps         | Rang        | Temps           | Rang        | Temps              | Rang                               |
| --------------------------------------------------- | ---------------------------- | ------------- | ----------- | --------------- | ----------- | ------------------ | ---------------------------------- |
| Ian Ho                                              | 50 m nage libre masculin     | 22 s 45       | 32e         | Éliminé         | Éliminé     | Éliminé            | Éliminé                            |
| Ian Ho                                              | 100 m nage libre masculin    | 49 s 49       | 34e         | Éliminé         | Éliminé     | Éliminé            | Éliminé                            |
| William Thorley                                     | 10 km en eau libre masculin  | Non disputé   | Non disputé | Non disputé     | Non disputé | 1 h 58 min 33 s 40 | 22e                                |
| Siobhán Haughey                                     | 50 m nage libre féminin      | 24 s 75       | 15e         | Abandon         | Abandon     | Éliminée           | Éliminée                           |
| Siobhán Haughey                                     | 100 m nage libre féminin     | 52 s 70 AS    | 2e          | 52 s 40 AS      | 2e          | 52 s 27 AS         | Médaille d'argent, Jeux olympiques |
| Siobhán Haughey                                     | 200 m nage libre féminin     | 1 min 56 s 48 | 8e          | 1 h 55 min 16 s | 2e          | 1 h 53 min 92 s AS | Médaille d'argent, Jeux olympiques |
| Stephanie Au                                        | 100 m dos féminin            | 1 min 1 s 07  | 26e         | Éliminée        | Éliminée    | Éliminée           | Éliminée                           |
| Camille Cheng Stephanie Au Ho Nam Wai Tam Hoi Lam   | 4 × 100 m nage libre féminin | 3 min 43 s 52 | 15e         | Non disputé     | Non disputé | Éliminées          | Éliminées                          |
| Non communiqué                                      | 4 × 200 m nage libre féminin | Forfait       | Forfait     | Non disputé     | Non disputé | Éliminées          | Éliminées                          |
| Camille Cheng Siobhán Haughey Toto Wong Jamie Yeung | 4 × 100 m 4 nages féminin    | 4 min 2 s 86  | 13e         | Non disputé     | Non disputé | Éliminées          | Éliminées                          |

### Tennis de table
| Athlète(s)                                                      | Compétition        | Tour préliminaire | 1er tour              | 2e tour                   | 3e tour              | 4e tour                   | Quarts de finale          | Demi-finale       | Finale / MB            | Rang                                |
| Athlète(s)                                                      | Compétition        | Adversaire Score  | Adversaire Score      | Adversaire Score          | Adversaire Score     | Adversaire Score          | Adversaire Score          | Adversaire Score  | Adversaire Score       | Rang                                |
| --------------------------------------------------------------- | ------------------ | ----------------- | --------------------- | ------------------------- | -------------------- | ------------------------- | ------------------------- | ----------------- | ---------------------- | ----------------------------------- |
| Lam Siu Hang                                                    | Simple messieurs   | Exempté           | Afanador Victoire 4-3 | Gnanasekaran Victoire 4-3 | Harimoto Défaite 1-4 | Éliminé                   | Éliminé                   | Éliminé           | Éliminé                | Éliminé                             |
| Wong Chun Ting                                                  | Simple messieurs   | Exempté           | Exempté               | Exempté                   | Chuan Défaite 1-4    | Éliminé                   | Éliminé                   | Éliminé           | Éliminé                | Éliminé                             |
| Ho Kwan Kit Lam Siu Hang Wong Chun Ting Ng Pak Nam (remplaçant) | Par équipes hommes | Non disputé       | Non disputé           | Non disputé               | Non disputé          | France Défaite 0-3        | Éliminés                  | Éliminés          | Éliminés               | Éliminés                            |
| Doo Hoi Kem                                                     | Simple dames       | Exemptée          | Shin Victoire 4-2     | Eerland Victoire 4-1      | Chen Défaite 2-4     | Éliminée                  | Éliminée                  | Éliminée          |                        |                                     |
| Minnie Soo                                                      | Simple dames       | Exemptée          | Exemptée              | M Xiao Défaite 2-4        | Éliminée             | Éliminée                  | Éliminée                  | Éliminée          | Éliminée               | Éliminée                            |
| Doo Hoi Kem Lee Ho Ching Minnie Soo Zhu Chengzhu (remplaçante)  | Par équipes femmes | Non disputé       | Non disputé           | Non disputé               | Non disputé          | Brésil Victoire 3-1       | Roumanie Victoire 3-1     | Japon Défaite 0-3 | Allemagne Victoire 3-1 | Médaille de bronze, Jeux olympiques |
| Wong Chun Ting Doo Hoi Kem                                      | Double mixte       | Non disputé       | Non disputé           | Non disputé               | Non disputé          | Szudi/Pergel Victoire 4-0 | Lebesson/Yuan Défaite 3-4 | Éliminés          | Éliminés               | Éliminés                            |

### Tir
| Athlète     | Compétition                 | Qualification | Qualification | Finale  | Finale  |
| Athlète     | Compétition                 | Points        | Rang          | Points  | Rang    |
| ----------- | --------------------------- | ------------- | ------------- | ------- | ------- |
| Chen Haohui | Pistolet à 25 m tir rapide, | Forfait       | Forfait       | Forfait | Forfait |

### Triathlon
| Athlète       | Compétition | Natation (1,5 km) | Transition 1 | Vélo (40 km) | Transition 2 | Course (10 km) | Temps           | Résultat |
| ------------- | ----------- | ----------------- | ------------ | ------------ | ------------ | -------------- | --------------- | -------- |
| Oscar Coggins | Hommes      | 17 min 54 s       | 41 min       | 56 min 29 s  | 28 min       | 33 min 23 s    | 1 h 48 min 55 s | 38e      |

### Voile
| Athlète          | Compétition         | Régate | Régate | Régate | Régate | Régate | Régate | Régate | Régate | Régate | Régate | Régate      | Régate      | Régate | Total net | Rang final |
| Athlète          | Compétition         | 1      | 2      | 3      | 4      | 5      | 6      | 7      | 8      | 9      | 10     | 11          | 12          | CM     | Total net | Rang final |
| ---------------- | ------------------- | ------ | ------ | ------ | ------ | ------ | ------ | ------ | ------ | ------ | ------ | ----------- | ----------- | ------ | --------- | ---------- |
| Michael Cheng    | RS:X hommes         | 3      | 8      | 8      | 12     | 8      | 9      | 13     | (22)   | 15     | 15     | 15          | 13          | EL     | 119       | 13e        |
| Hayley Chan      | RS:X femmes         | 12     | 8      | 13     | 5      | 7      | 6      | 8      | (14)   | 7      | 4      | 8           | 3           | 14     | 95        | 8e         |
| Stephanie Norton | Laser Radial femmes | 29     | 35     | 37     | 22     | 37     | 33     | 33     | 37     | 41     | (42)   | Non disputé | Non disputé | EL     | 304       | 39e        |